# Евелинов, Борис Ефимович
Борис Ефимович Евелинов (15 октября 1875, Одесса — 4 сентября 1939, Париж) — российский артист и режиссёр, театральный антрепренёр, автор либретто оперетт, правовед.

## Биография
Родился 15 октября 1875 года в Одессе в семье купца, потомственного почётного гражданина Хаима Лейзеровича (Ефима Лазаровича) Штейнфинкеля (1823—1891) и Сусаны Штейнфинкель. Почётное гражданство было даровано уже его деду — Лейзеру Штейнфинкелю (1797—1882).
Получил высшее юридическое образование, работал помощником присяжного поверенного, правоведом. Имел звание кандидата прав. Стал актёром-любителем и увлёкся этим так, что бросил профессиональную юридическую сферу. Недолго был профессиональным актёром, затем работал в газете как хроникёр, рецензент. Первым браком был женат на Перл Срулевне Штейнфинкель (в девичестве Абель), васильковской мещанке; 18 августа 1900 года в Одессе у них родился сын Сергей. Этот брак распался 23 июля 1904 года в связи с принятием мужем православия.
В 1910 году вместе со второй женой — актрисой оперетты Евгенией Владимировной Потопчиной — создал театр оперетты Потопчиной и Евелинова. После успешных гастролей по разным городам России Евелинов снял Никитский театр (бывший «Парадиз») у княгини Шаховской в Москве. Ей принадлежало всё здание на углу Большой Никитской и Малой Кисловки. С этого дня начал функционировать «Никитский театр Е. В. Потопчиной» (сейчас в этом здании находится Московский академический театр имени Владимира Маяковского).
В театре оперетты Потопчиной и Евелинова работали молодые талантливые актёры — баритон Николай Михайлович Бравин, лирико-колоратурное сопрано Елена Александровна Иванова, выдвинувшаяся из хора. Прочное место любимцев московской публики закрепилось за самой Потопчиной и баритоном Константином Дмитриевичем Грековым, уже хорошо известными москвичам по работе в театре Блюменталь-Тамарина. К труппе присоединился тенор Михаил Иванович Дмитриев, Татьяна Бах. Балетмейстером работал Адамчевский. Основной контингент публики в петербургском «Паласе» и в театре Зона в Москве составляли гвардия, крупное купечество, в то время как Никитский театр ориентировался на чиновничество, студенчество. Цены на места в Никитском театре были ниже, чем в других столичных театрах оперетты.
В 1918 году после ухода Грекова режиссёром здесь стал М. И. Кригель. В труппу вступили служивший у Зона М. И. Днепров, К. Ф. Невяровская и В. А. Щавинский — из петроградского «Палас-театра». В 1918 году со сцены театра, помимо основного репертуара, исполнялись и злободневные куплеты: о Керенском, о Деникине и т. п.
29 декабря 1919 года Совет народных комиссаров обсуждал вопрос о закрытии «в Москве театров, не необходимых для развития масс», и относительно театра оперетты Евелинова было вынесено следующее решение: «Театр оперетки в Москве (антреприза Потопчиной) закрыть немедленно. Поручить Совету народных судей наложить немедленный арест на всё имущество этого театра и произвести подробную опись его впредь до передачи этого имущества лицам по указанию Центротеатра» («Вестник театра». 1919, № 49). В 1919 году театр оперетты Потопчиной и Евелинова был закрыт постановлением Совета народных комиссаров.
Труппа обратилась в Совет народных комиссаров с ходатайством, и через десять дней театр был снова открыт. Разрешение играть было получено неожиданно, ночью. Б. Е. Евелинов ворвался в три часа ночи в комнату к актёрам и крикнул: «Завтра играем!» Выпускать анонс о спектакле было уже поздно, и информацию об открытии распространили так: по всей Москве медленно ходил ослик, запряжённый в повозку, на которой висел большой плакат: «Никитский театр открыт. Сегодня, 9 января, „Фея Карлсбада“ с участием Е. Потопчиной, К. Невяровской, М. Дмитриева, М. Днепрова и Г. Ярона».
В следующем 1920 году в здании театра Евелинова был основан ТЕРЕВСАТ — Театр революционной сатиры. Его труппа вытеснила труппу Евелинова, которая позже стала основой частного Московского театра оперетты, созданного в 1922 году.
В 1920 году эмигрировал вместе с супругой, в эмиграции жил сначала в Германии, в Берлине, где вместе с женой открыл кабаре «Карусель» на улице Курфюрстендамм. Затем Евелинов и Потопчина разошлись и уже по отдельности перебрались во Францию.
Во Франции стал директором парижского театра-кабаре (1920-е годы). Заведовал театральной рекламой в газете «Paris-Soir».
Среди наиболее известных постановок: оперетта «Польская кровь» О. Недбала, «В вихре вальса» Штрауса, «Их невинность» В. О. Шпачека, «Фея Карлсбада», «Мушкетёры» Луи Варнея, «Маленький король» Кальмана, «Маскотт» Марджанова, «Наконец одни» Легара, «Сильва», «Супруги XX века», «Король веселится» и др.
В начале 1930-х годов Евелинову удалось стать пресс-агентом миллионера и филантропа Ф. Дж. Гулда (совмещая это с работой корреспондента Le Soir). Благодаря этому он стал постоянным членом круга Чарли Чаплина, отдыхавшего в середине 1931 года на французской Ривьере, а после возвращения Чаплина в Америку некоторое время был его официальным представителем в Париже — «пока не стало очевидно, что размер его расходов несколько перевесил стоимость его службы» (по другим источникам, это произошло из-за того, что Евелинов слишком часто обращался к Чаплину от имени Мэй Ривз, с которой у того был роман в Европе).
По непроверенным сведениям, впоследствии Евелинов уехал в США, где и скончался, оставив наследство Е. В. Потопчиной.
По другим сведениям, скончался 4 сентября 1939 года в Париже. Похоронен на кладбище городка Эпине-сюр-Сен под Парижем.